# 小河 (南盘江)
小河，位于中国广西壮族自治区百色市田林县东北部，是西江南盘江段右岸支流，发源于田林县浪平乡大盖山东北，西北流至百乐乡入南盘江。干流自上游至下游，依次名为班村河、百乐河、板干河、小河。干流长66.5公里，流域面积871平方千米。